# Produktmix
Produktmix (även försäljningsmix) är ett begrepp av Philip Kotler i boken Marketing Management för sammansättningen av varor och tjänster (produkter) som produceras och eller säljs av ett företag. 
Att skapa en produktmix innebär planering och att utveckla rätt typ av produkt som kommer att tillfredsställa fullt kundernas behov. En produkt har flera dimensioner, till exempel storlek och vikt, produktionsvolym, produktkvalitet, produktutveckling, sortiment, märkesnamn, förpackning, produkttestning, garantier och service efter köpet och liknande. Dessa dimensioner kallas kollektivt produktmix. 
En begränsad produktmix tenderar att öka företagets risk för förluster men samtidigt även öka chansen för stora vinster. Således är ett företag som specialiserat sig på en nischmarknad inom elektronik sannolikt att uppleva antingen stora framgångar eller stora förluster, beroende på hur efterfrågan och konkurrens utvecklas för sin specialiserade produktion.